# 毛憲 (正德進士)
毛憲（1469年—1535年），字式之，號古菴，直隸常州府武進縣人，民籍，明朝政治人物。

## 生平
正德五年（1510年）庚午科應天府鄉試第十二名舉人。正德六年（1511年）中式辛未科會試第二十四名，登第二甲第四十二名進士。八月授刑科給事中，养病。九年四月復除兵科，十二年二月升礼科右，復谢病归。嘉靖十四年（1535年）卒，年六十七。著有《古菴毛先生集》十卷。

## 家族
曾祖毛智；祖父毛文明；父毛勣，字時繹，曾任廣東潮州府石窟巡檢，贈刑科给事中。母卞氏。永感下。兄毛寶。